# Perilampus polypori
Perilampus polypori är en stekelart som beskrevs av Boucek 1971. Perilampus polypori ingår i släktet Perilampus och familjen gropglanssteklar. Arten är reproducerande i Sverige. Inga underarter finns listade i Catalogue of Life.